# Sint-Jobkapel (Hasselbroek)
De Sint-Jobkapel is een kapel in Hasselbroek in de deelgemeente Jeuk in de Belgische gemeente Gingelom in de provincie Limburg. Het gebouw ligt aan het kruispunt
van de Grand-Route (N752) en de Hasselbroekstraat (N789). Ten noorden van de kapel ligt Kasteel van Hasselbroek, waarmee het met een dreef verbonden is. Een grote linde staat voor de ingang van de kapel.
De kapel is gewijd aan Sint-Job.

## Opbouw
De eenbeukige bakstenen kapel bestaat uit een schip en een smaller koor met rechte sluiting. Naast baksteen is er ook mergel en kalksteen in de kapel verwerkt.
De voorgevel bevindt zich aan de noordzijde en wordt begrensd door brede hoekpilasters die uitlopen op een schuine kalkstenen waterlijst die zorgt voor een afsluiting van het afgeknotte driehoekige gevelveld. De boogdeur is voorzien van negblokken van kalksteen met daarboven een rondboogvenster voorzien van metalen roeden en kalkstenen negblokken. Verder bevindt zich een klein rondboogvenster zich in het gevelveld onder de dakruiter en is voorzien van mergelstenen negblokken.
De zijgevels hebben een lage plint van kalksteen met in het koor en het schip in zowel de oostgevel als westgevel ieder een rondboogvenster met metalen roeden en negblokken, en verder worden de gevels bekroond met een bakstenen tandlijst met dropmotief. De kapel wordt boven het schip gedekt door afgewolfd zadeldak en boven het koor door een wat lager gelegen afgesnuit zadeldak. Boven de noordgevel bevindt zich een dakruiter.
Aan de oostzijde heeft er een aanleunende sacristie gestaan die recent verwijderd is.
Van binnen heeft de kapel een bepleisterd interieur met Lodewijk XV-stucwerk. Het schip en het koor worden overwelft door een pseudokruisribgewelf, waarvan de brede ribben steunen op pilasters. Verder heeft de kapel een rondboogvormige triomfboog.

## Geschiedenis
In de eerste helft van de 18e eeuw werd de kapel gebouwd.